# Ventridens brittsi
Ventridens brittsi är en snäckart som först beskrevs av Henry Augustus Pilsbry 1892.  Ventridens brittsi ingår i släktet Ventridens och familjen Zonitidae. Inga underarter finns listade i Catalogue of Life.